# Kanton Rennes-Nord-Est
Kanton Rennes-Nord-Est (francouzsky Canton de Rennes-Nord-Est) je francouzský kanton v departementu Ille-et-Vilaine v regionu Bretaň. Tvoří ho pouze severovýchodní část města Rennes.